# (488429) 2016 XJ21
(488429) 2016 XJ21 es un asteroide perteneciente al cinturón de asteroides, descubierto el 10 de junio de 2010 por Wide-field Infrared Survey Explorer

## Designación y nombre
Designado provisionalmente como 2016 XJ21.

## Características orbitales
2016 XJ21 está situado a una distancia media del Sol de 3,093 ua, pudiendo alejarse hasta 3,277 ua y acercarse hasta 2,909 ua. Su excentricidad es 0,059 y la inclinación orbital 17,29 grados. Emplea 1987,55 días en completar una órbita alrededor del Sol.

## Características físicas
La magnitud absoluta de 2016 XJ21 es 15,7.